# Гней Октавий (консул 76 года до н. э.)
Гней Октавий (лат. Gnaeus Octavius; родился около 119 — умер после 76 гг. до н. э.) — римский политический деятель из плебейского рода Октавиев, консул 76 года до н. э. Был коллегой Куриона-старшего и политическим противником народного трибуна Гнея Сициния.

## Биография
Гней Октавий принадлежал к плебейскому роду, возвышение которого началось в 230 году до н. э., когда Гней Октавий Руф стал квестором. От младшего из сыновей Руфа пошла всадническая ветвь Октавиев, к которой принадлежал Октавиан Август. Старший сын, тоже Гней Октавий (без когномена), в своей карьере достиг претуры (205 год до н. э.), а внук, носивший то же имя, — консулата (165 год до н. э.). Консула 76 года до н. э. Капитолийские фасты называют сыном Марка, внуком Гнея (M. f. Gn. n.). Отсюда исследователи делают вывод, что его отцом был Марк Октавий, народный трибун 133 года до н. э., коллега и политический противник Тиберия Семпрония Гракха, а дедом — консул 165 года. Консул 87 года до н. э. Гней и консул 75 Луций предположительно приходились этому Октавию двоюродными братьями
Учитывая дату консулата и требования Корнелиева закона о возрастных порогах для каждой из высших римских магистратур, антиковеды датируют рождение Гнея Октавия приблизительно 119 годом до н. э. Не позже 79 года до н. э. Гней должен был занимать должность претора (между этим моментом и консулатом по закону должны были пройти как минимум два года). В 76 году до н. э. он стал консулом совместно с Гаем Скрибонием Курионом. Эти магистраты противостояли очередной попытке отменить сулланское законодательство относительно народного трибуната, предпринятой Гнеем Сицинием. Саллюстий сообщает, что последний был «осаждён» знатью и что это противостояние «привело к гибели ни в чём не повинного трибуна», и эти слова трактуются в историографии по-разному — как указание либо на физическую гибель Сициния, либо на то, что его просто заставили замолчать.
После консулата Гней Октавий не упоминается в источниках. Известно, что к 76 году до н. э. он болел подагрой, так что даже при торжественном вступлении в должность консула ему пришлось сидеть в бинтах и припарках. Во время этой церемонии Курион произнёс длинную речь, раскачиваясь, по своему обыкновению, из стороны в сторону, и Цицерон упоминает связанную с этим шутку народного трибуна. «„Помни, Октавий, — сказал ему тогда Сициний, — ты жизнью обязан своему коллеге: ведь если б он тут не качался взад-вперёд, мухи заели бы тебя на месте“».
Цицерон упоминает Гнея как оратора времён Сульпиция и Котты и называет одним из «защитников республики».

## Потомки
Существует предположение, что сыном Гнея был Марк Октавий — курульный эдил 50 года до н. э.